# April Carrión
April Carrión és el nom drag de Jason Carrión (nascut el 22 d'abril de 1989), una drag queen i personalitat televisiva porto-riquenya més coneguda per la seva aparició a la sisena temporada de RuPaul's Drag Race.

## Primers anys de vida
Carrión va néixer a Guaynabo, Puerto Rico, el 23 d'abril de 1989. És el més petit de tres germans, tots homosexuals. L'any 2007 van assistir a l'Escola d'Arts Plàstiques i Disseny de Puerto Rico, on van obtenir una llicenciatura. Van començar a fer arrossegament quan tenien 20 anys. El nom abril Carrión prové del mes en què van néixer i el seu cognom.

## Carrera
Carrión va ser la guanyadora del concurs Miss Krash Puerto Rico el 2011. Van guanyar un certamen amb un dels premis en un videoclip de Gloria Estefan. Carrión va aparèixer a "Hotel Nacional" d'Estefan el 2012.
Van ser anunciada com un dels catorze concursants de la sisena temporada de RuPaul's Drag Race el febrer de 2014. Al programa, Carrión va vèncer a Vivacious en una sincronització de llavis amb "Shake It Up" de Selena Gomez i va ser eliminat a l'episodi següent, resultant en onzena posició. Després de ser eliminat, Carrion va publicar fotos a les xarxes socials dels seus looks de la passarel·la si l'haguessin mantingut a la competició, esdevenint el primer antic concursant de Drag Race en fer-ho. El 2018, Bowen Yang i Matt Rogers de Vulture.com van classificar un dels seus looks de la passarel·la en el número 58 d'una llista d"Els 100 millors aspectes de Rupau'ls Drag Race de tots els temps".
Carrión va aparèixer a l'actuació de Jennifer Lopez als iHeartRadio Music Awards 2022.

## Vida personal
Carrión va sortir de l'armari com a genderqueer el 2016.